# Vendetta d'oriente
Vendetta d'oriente (Where East Is East) è un film muto statunitense diretto nel 1929 da Tod Browning con protagonista Lon Chaney.
Si tratta del penultimo film di Chaney e l'ultimo della sua lunga collaborazione con il regista Tod Browning. Sebbene la pellicola sia essenzialmente un film muto, la Metro-Goldwyn-Mayer lo distribuì con un nastro Movietone di effetti sonori e musica.

## Trama

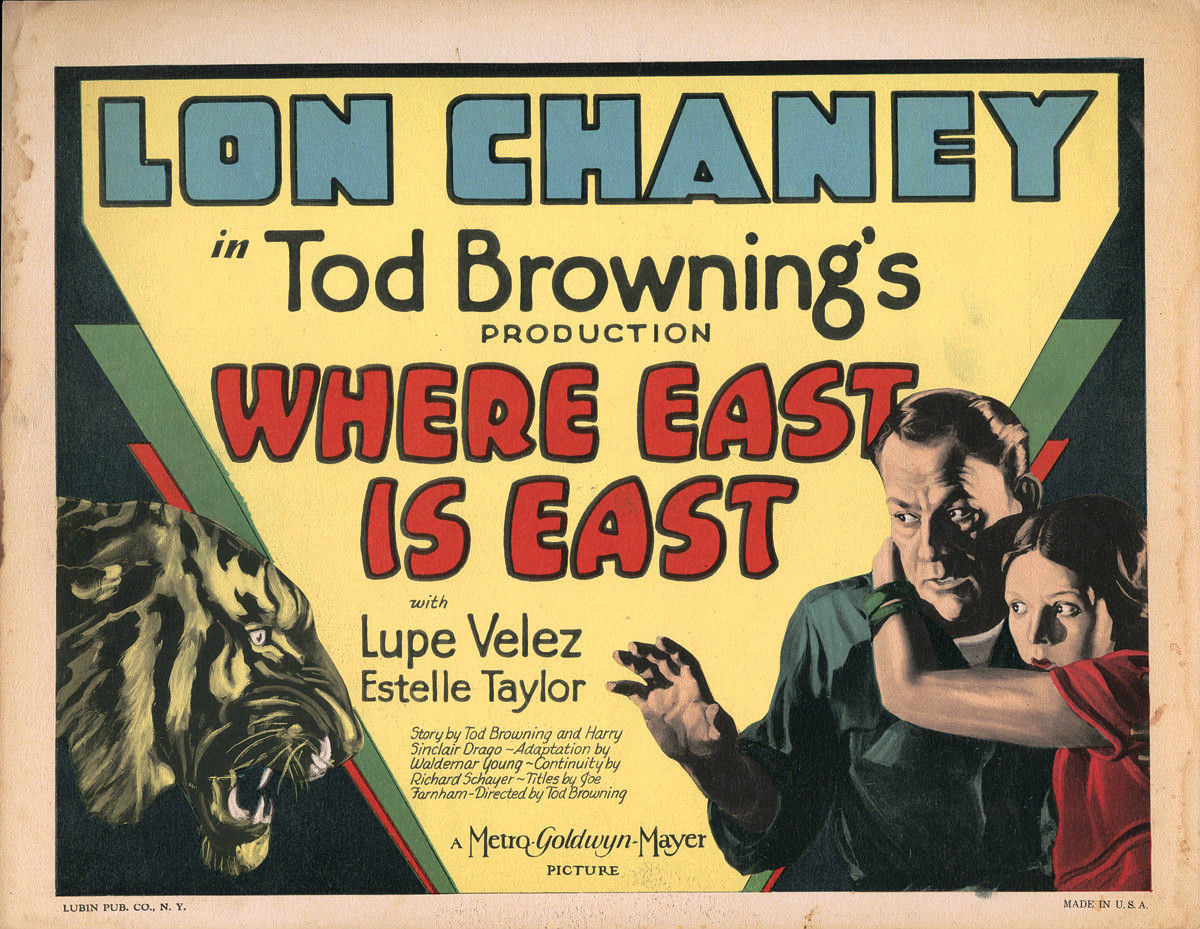
Locandina del film